# Тихон Медински
Свети Тихон Медински је светитељ Грузијске православне цркве из XV века.
Рођен је у Кијеву. Још као младић примио замонашио се у Чудовом манастиру у Москви. Након тога се настанио у пустињском месту у непроходној шуми, у близини места Медина, у Калушкој покрајини. Тамо је живео дуго година подвижничким животом.
Имао је два ученика, Фотија и Герасима, којима је пренео своје искуство подвижништва. Након што је молитвом исцелио једног земљопоседника, овај му је понудио земљиште у све што је потребно за изградњу манастира. На овај начин свети Тихон је основао манастир Успења Богородице и Три јерарха и до своје позне старости био његов игуман. Умро је 1492. године.
Православна црква прославља светог Тихона 16/29. јуна.